# Associazione Calcio Cesena 1965-1966
Questa pagina raccoglie le informazioni riguardanti l'Associazione Calcio Cesena nelle competizioni ufficiali della stagione 1965-1966.

## Rosa
| N. |                   | Ruolo | Calciatore         |
| -- | ----------------- | ----- | ------------------ |
|    | Italia (bandiera) | P     | Antonio Annibale   |
|    | Italia (bandiera) | A     | Enzo Badiani       |
|    | Italia (bandiera) | A     | Mario Bardi        |
|    | Italia (bandiera) | D     | Giancarlo Bessi    |
|    | Italia (bandiera) | C     | Bruno Boschi       |
|    | Italia (bandiera) | D     | Denis Brunazzi     |
|    | Italia (bandiera) | A     | Dino Cherubini     |
|    | Italia (bandiera) | C     | Eugenio Fantini    |
|    | Italia (bandiera) | A     | Pier Luigi Gabetto |
|    | Italia (bandiera) | A     | Francesco Gallina  |
|    | Italia (bandiera) | C     | Claudio Govoni     |
|    | Italia (bandiera) | C     | Leonello Leoni     |

| N. |                   | Ruolo | Calciatore          |
| -- | ----------------- | ----- | ------------------- |
|    | Italia (bandiera) | C     | Adriano Lombardi    |
|    | Italia (bandiera) | D     | Pier Ettore Lucchi  |
|    | Italia (bandiera) | P     | Lidio Maietti       |
|    | Italia (bandiera) | A     | Gastone Mazzoli     |
|    | Italia (bandiera) | A     | Luciano Mazzotti    |
|    | Italia (bandiera) | C     | Antonio Nicco       |
|    | Italia (bandiera) | D     | Carlo Olivetti      |
|    | Italia (bandiera) | C     | Armando Picciafuoco |
|    | Italia (bandiera) | C     | Orazio Rancati      |
|    | Italia (bandiera) | D     | Vittorio Spimi      |
|    | Italia (bandiera) | C     | Gian Carlo Succi    |